# Maria Elisabet av Österrike (1743–1808)
Maria Elisabeth av Österrike, född 13 augusti 1743 i Wien, död  22 september 1808 i Linz, abbedissa i Innsbruck. Dotter till Maria Teresia av Österrike och Frans I. 
Maria Elisabeth ansågs som en stor skönhet och stora planer gjordes därför upp om att arrangera fördelaktigt och statusfyllt äktenskapsparti för henne. Maria Theresia brukade ogillande anmärka att Elisabeth älskade att få uppmärksamhet för sin skönhet oavsett om den kom från en prins eller en gardessoldat. Förhandlingar gjordes om ett äktenskap med kung Ludvig XV av Frankrike efter att han blev änkling 1767, men då hon strax därefter fick sitt utseende förstört av smittkopporna inställdes alla äktenskapsplaner. Då Elisabet fick veta att hon hade fått kopporna, ska hon ha bett om en spegel för att få ett sista minne av sin skönhet innan den försvann. Hon och hennes syster Maria Anna, som inte heller fick något äktenskap arrangerad på grund av sin krokiga rygg, stannade därefter kvar vid det österrikiska hovet i stället för att giftas bort.  
Vid broderns tronbestigning 1780 ombads hon liksom sina systrar Maria Anna och Maria Kristina av honom att lämna hovet, då han inte ville ha några kvinnor där. Hon var 1781-1805 abbedissa i ett adligt jungfrustift i Innsbrück, som grundats av modern 1765, där hon blev känd för sin skarpa tunga och fick smeknamnet "Liesl". Hon blev med tiden kraftigt överviktig. Hon lämna klostret i flykt undan fransmännen 1805 och avled i Linz.